# Елк Хорн (Ајова)
Елк Хорн (енгл. Elk Horn) град је у америчкој савезној држави Ајова. По попису становништва из 2010. у њему је живело 662 становника.

## Демографија
Према попису становништва из 2010. у граду је живело 662 становника, што је 13 (2,0%) становника више него 2000. године.
| Група             | 2000.       | 2010.       |
| Белци             | 642 (98,9%) | 650 (98,2%) |
| Афроамериканци    | 0 (0,0%)    | 0 (0,0%)    |
| Азијати           | 4 (0,6%)    | 0 (0,0%)    |
| Хиспаноамериканци | 2 (0,3%)    | 11 (1,7%)   |
| Укупно            | 649         | 662         |